# COSAFA U-20-Meisterschaft der Frauen
Die COSAFA-U-20-Meisterschaft der Frauen (englisch COSAFA Under-20 Women’s Championship) ist ein Jugend-Fußballturnier der Frauen, das vom Fußballverband des südlichen Afrikas, COSAFA, organisiert wird. Dies bisherig einmalige Austragung fand 2019 in Südafrika statt, als die Gastmannschaft aus Tansania gewinnen konnte. 
Für 2024 ist eine Wiederaufnahme der Austragung, mit Gastgeber Südafrika, Botswana, Lesotho un Mosambik geplant.

## Bisherige Finals
- 2019 in  Südafrika:  Tansania 2:1  Sambia
- 2020–2023: nicht ausgetragen
- 2024 in  Südafrika:  Sambia (kein Finale)
- 2025 in  Namibia:  Sambia 2:0  Südafrika